# Lhasa
Lhasa (in lingua cinese 拉萨市S, Lāsà ShìP, in tibetano ལྷ་ས་གྲོང་ཁྱེར།, Lha sa grong khyerW, Lhasa ChongkyirP che significa "trono di Dio") situata a 3.650 m di altitudine nella valle del Kyi Chu, è la principale città del Tibet, territorio dal 1950 direttamente controllato dalla Cina. Attualmente Lhasa è quindi il capoluogo della Regione Autonoma del Tibet ed era anche la residenza tradizionale del Dalai Lama.

## Storia
Era già un importante centro amministrativo quando il sovrano Songten Gampo (618-649) proseguì nell'opera di unificazione del Tibet. Nello stesso periodo furono costruiti la fortezza del Palazzo del Potala e il tempio del Jokhang per ospitare le effigi del Buddha portate in dote dalle mogli, una cinese e l'altra nepalese. Da Lhasa i re di Yarlung governarono per 250 anni. Nel 1642 divenne capitale del Tibet quando il 5º Dalai Lama costruì la sua residenza sulle rovine del vecchio Potala.
Nel 1950 Lhasa e tutto il Tibet vennero invasi dalla Cina ed assoggettati alla sua amministrazione. Durante il Capodanno cinese del 1959, quando si scoprì che i cinesi avrebbero tentato di rapire il Dalai Lama, scoppiò una rivolta popolare. Il Dalai Lama dovette rifugiarsi di nascosto in India e, in seguito a tre giorni di repressione, morirono circa 10.000-15.000 tibetani. Prima dell'occupazione cinese la città contava 20.000 - 30.000 abitanti. Oggi non si sa con esattezza quanti tibetani vivano nell'antica capitale: l'amministrazione cinese afferma che l'etnia tibetana rappresenti circa l'80% della popolazione cittadina. Secondo il Governo Tibetano in esilio tale percentuale è destinata a scendere a seguito dell'inaugurazione nel 2007 della rete ferroviaria che ha collegato l'altopiano tibetano ai territori cinesi. È ciò che il Dalai Lama ha definito "genocidio culturale".
In seguito all'occupazione cinese gran parte del patrimonio artistico di Lhasa è stato distrutto, ma il piccolo quartiere del Barkhor e l'area del Potala rimangono siti di inestimabile valore artistico e culturale. Lhasa moderna si sta invece sviluppando rapidamente secondo gli schemi di una qualsiasi periferia cinese, in netto contrasto con l'anima antica della città.

## Infrastrutture e trasporti
La città ha una stazione ferroviaria che la collega a Xining, Xigazê e Nyingchi per mezzo della linea ferroviaria inaugurata nel 2006.

## Curiosità
Nel film Mobile Suit Gundam: Il contrattacco di Char la città viene completamente distrutta da un asteroide fatto cadere lì, in quanto era la sede del governo federale terrestre.